# 30 шалених бажань
«30 шалених бажань» (англ. Then Came You) — американський романтичний комедійно-драматичний фільм 2018 року режисера Пітера Гатчінгса, знятий за сценарієм Фергала Рока. У ньому знімались Ейса Баттерфілд, Мейсі Вільямс, Ніна Добрев, Тайлер Геклін, Девід Кокнер, Кен Джонг та Пейтон Ліст.

## Сюжет
Скай Ейткен — дівчина-підліток, яка дізнається про свою останню стадію раку і якій залишилось мало часу. Келвін Льюїс — молодий хлопець, який працює в аеропорту вантажником багажу разом зі своїм батьком та старшим братом Френком. Келвін соромʼязливий і відлюдкуватий, а ще він переконаний, що в нього рак, хоча аналізи й лікар показують зворотнє. За порадою лікаря він починає відвідувати групу підтримки для онкохворих.
Там Келвін зустрічає Скай, яка сповнена енергії й оптимізму, незважаючи на смертельний діагноз. Келвін не придумав свій список речей, які хоче зробити перед смертю, тож Скай навʼязала йому свій, який вони разом виконують. Спочатку Келвіна дратувала непередбачувана поведінка нової подруги, але врешті-решт він зізнається, що йому подобається бути її другом і навіть сумує за нею, коли її немає поруч. Скай іде на вечірку з Келвіном, де стає свідком, як із Віллом, в якого вона закохана, цілується її подруга. Келвін і Скай все більше часу проводять разом і парубок повільно долає свої страхи.
Скай влаштовує побачення для Келвіна з Іззі, під час якої вона повідомляє Іззі, що у Келвіна теж рак. Іззі з розумінням ставиться до хвороби, а Келвін не наважується розказати правду одразу. Скай дізнається, що мати Келвіна «закрилася» після смерті його сестри-близнючки в автокатастрофі, коли їй було 8 років. Келвін на побаченні зізнається Іззі, що в нього немає раку, і вона полишає його. Скай вирішує втратити свою незайманість із Віллі.
Келвін стає депресивним після розриву й перестає ходити на роботу, але батько переконує його повернутися. Водночас Скай зізнається Келвіну, що втрата незайманості з Віллом розчарувала її. Скай потрапляє в лікарню, у Люсі починаються пологи. Френк і Люсі пропонують Скай і Келвіну стати хрещеними батьками дитини. У Келвіна стається панічна атака, та Френк допомагає йому заспокоїтись і нагадує, що Скай усе ще потребує, щоб він був із нею.
Келвін докладає зусиль, щоб закінчити решту справ Скай, залучивши Іззі та батьків Скай. Келвін зізнається Скай, що він перестав святкувати дні народження заради матері після смерті сестри-близнючки. Після смерті Скай Келвін отримує вітальні листівки від неї, як компенсацію днів народжень, які він не святкував. Він нарешті знаходить мужність і вирішує здійснити подорож на літаку. Під час зльоту Іззі та Келвін контактують очима один з одним і починають усміхатися.

## У ролях
| Актор           | Роль                 |
| --------------- | -------------------- |
| Ейса Баттерфілд | Келвін Льюїс         |
| Мейсі Вільямс   | Скай Елізабет Ейткен |
| Ніна Добрев     | Іззі                 |
| Тайлер Геклін   | Френк Льюїс          |
| Девід Кокнер    | Боб Льюїс            |
| Пейтон Ліст     | Ешлі                 |
| Тітусс Берджесс | Джуліан              |
| Соня Волгер     | Клер                 |
| Марго Бінгем    | Люсі Льюїс           |
| Кен Джонг       | Ал                   |
| Бріана Венкус   | Мія                  |

## Виробництво
Про виконавців головних ролей стало відомо в 9 жовтня 2018 року. Зйомки фільму проходили в штаті Нью-Йорк, США.

## Сприйняття
Фільм має рейтинг 61 % на сайті Rotten Tomatoes. Нелл Мінов з RogerEbert.com оцінив фільм в одну зірку. Сенді Анґуло Чен з Common Sense Media поставив три зірки з п'яти.
Фільм розкритукували кілька оглядачів за сюжетне кліше.